# Sebastián de Almonacid
Pour les articles homonymes, voir Almonacid.
Sebastián de Almonacid (1460 - 1526) est un sculpteur espagnol né à Torrijos, quoique son  patronyme laisse supposer qu'il était originaire d'Almonacid.

## Biographie
Habituellement, il est identifié avec Sebastián de Toledo, bien qu'on ne le sache pas avec certitude. C'est l'un des artistes appartenant au groupe de Torrijos, formé dans l'atelier d'Egas Cueman, parmi lesquels Antón Egas, Enrique Egas, Juan Guas et Alonso de Covarrubias, tous liés à Torrijos d'une manière ou d'une autre. Son activité s'opèra principalement en Castille, à Guadalajara, Ségovie et Tolède où il travaillait souvent aux côtés de Juan Guas.
Son œuvre se situe dans le domaine de la sculpture funéraire. Citons notamment El Doncel de Sigüenza dans la cathédrale de Sigüenza et La chapelle du connétable dans la cathédrale de Tolède.

## Sources
- (es) Cet article est partiellement ou en totalité issu de l’article de Wikipédia en espagnol intitulé « Sebastián de Almonacid » (voir la liste des auteurs).
- (es) Áurea De la Morena Bartolomé et José María de Azcárate, Castilla-La Mancha/2  La España Gótica, éd. Encuentro, Madrid, 1998, p.60-61,  (ISBN 9788474905090).
- (es) Pedro Navascués Palacio, Catedrales de España, éd. Espasa Calpe, Madrid, 1997, p.116,  (ISBN 84-239-7645-9).
- (es) Emilio Orduña Viguera, Arte Español:La Talla Ornamental en Madera Compañía Ibero-Americana de Publicaciones, S.A. Madrid, 1930.